# Lucilia incisuralis
Lucilia incisuralis är en tvåvingeart som först beskrevs av Macquart 1843.  Lucilia incisuralis ingår i släktet Lucilia och familjen spyflugor. Inga underarter finns listade i Catalogue of Life.